# オリビアを聴きながら
「オリビアを聴きながら」（オリビアをききながら）は、1978年11月5日にフォーライフ・レコードから発売された杏里のデビュー・シングル。

## 解説
本楽曲は、シンガーソングライターの尾崎亜美が作詞・作曲を手掛けている。オリコンチャートでは最高65位、売上5万5千枚で当時としては目立ったヒットに至ってはいないが、時を経て多くの歌手にカヴァーされ、スタンダード・ナンバーへと成長した。製作者の尾崎もアルバム『MERIDIAN-MELON』（1980.9.6）でセルフカバーをしている。
前述の通り多くの歌手がカヴァーしているが、杏里によるリテイク・ヴァージョンも多く存在、ベスト・アルバム『meditation』（1987.11.21）、『16th Summer Breeze』（1994.7.8）、『R134 OCEAN DeLIGHTS』（2003.7.23）にそれぞれ収録されている。『16th Summer Breeze』収録のものは、米国のプロデューサー、デイヴィッド・フォスターがピアノ演奏で参加。『R134 OCEAN DeLIGHTS』では「Featuring Naoko Terai」として、ジャズ・ヴァイオリニストの寺井尚子をゲストに迎えている。
発売から20年近くたった1996年大晦日の『第47回NHK紅白歌合戦』で、本楽曲が杏里によって紅白で初披露された。歌い継がれる名曲としての選出とされる。また、2003年の『第54回NHK紅白歌合戦』では後藤真希によって歌われているが、これは後藤が所属していたアイドルグループ「モーニング娘。」のメンバー加入オーディションで歌ったことに由来する。
2005年、『第56回NHK紅白歌合戦』の開催にあたりNHKが行ったアンケート「スキウタ〜紅白みんなでアンケート〜」では、紅組対象の上位94位にランクインした。
電話機の保留音に使われたこともある。

## 作品解説

### 歌詞の「オリビア」とは？
タイトルや歌詞に登場する「オリビア」とは、「カントリー・ロード（TAKE ME HOME, COUNTRY ROADS）」「そよ風の誘惑（HAVE YOU NEVER BEEN MELLOW）」「ジョリーン（JOLENE）」「フィジカル（PHYSICAL）」などが日本でもヒットした英国人歌手・オリビア・ニュートン＝ジョンのことである。
直接的にオリビア自身について歌った楽曲というわけではなく、女性目線で恋の終幕が歌われた "失恋ソング" の類で、主人公の女性が聴いている「お気に入りの歌」、「淋しい心」を「なぐさめてくれる」歌として、オリビアの名前が登場する。
杏里の楽曲制作を担当することになり、その当時の新居に越したばかりの尾崎の自宅へ杏里とスタッフが訪問した際に、尾崎といろいろな会話をしていた時、「杏里がオリビア・ニュートン＝ジョンが好き」という話になり、この楽曲を制作したという逸話がある。

### サビの歌詞
サビの箇所で「making good things better」というフレーズが登場するが、これはオリビアが1977年に発表した楽曲「MAKING A GOOD THING BETTER」（アルバム『MAKING A GOOD THING BETTER』〈邦題:きらめく光のように、1977.7.20〉に収録されている同名曲）から由来している。
原曲の「MAKING A GOOD THING BETTER」の方では、2人の愛をさらに深め、もっと育てようという内容の明るい歌詞であるが、「オリビアを聴きながら」では、そうした愛が終ってしまい、「いいえ、済んだこと」と歌われている。

## 収録曲
- 両楽曲共に、編曲：瀬尾一三

1. オリビアを聴きながら [4:35]
作詞・作曲：尾崎亜美
2. So Long [3:16]
作詞：岡田冨美子／作曲：杏里

## リリース履歴
| # | 発売日        | リリース               | 規格 | 品番     | 収録内容                                                     | 備考               |
| - | ------------- | ---------------------- | ---- | -------- | ------------------------------------------------------------ | ------------------ |
| 1 | 1978年11月5日 | フォーライフ・レコード | EP   | FLS-1036 | A面：オリビアを聴きながら B面：So Long                       |                    |
| 2 | 1984年6月21日 | フォーライフ・レコード | EP   | 7K-151   | A面：オリビアを聴きながら B面：So Long                       | 品番改定による再発 |
| 3 | 1988年5月21日 | フォーライフ・レコード | CD   | 10KD-20  | 1：オリビアを聴きながら（編曲：入江純） 2：LAST PICTURE SHOW |                    |

## 関連作品
- 杏里 -apricot jam-（原曲）
- 杏里 ザ・ベスト（原曲）
- 思いきりアメリカン 〜I Love Poping World,Anri〜（原曲）
- ザ・杏里（原曲）
- Anri The Best（原曲）
- ANRI IN THE BOX（原曲／『meditation』ヴァージョン）
- meditation（『meditation』ヴァージョン）
- MY FAVORITE SONGS（『meditation』ヴァージョン）
- 16th Summer Breeze（『16th Summer Breeze』ヴァージョン）
- R134 OCEAN DeLIGHTS（『R134 OCEAN DeLIGHTS』ヴァージョン）
- ANRI AGAIN〜Best Of Myself（『ANRI AGAIN 〜Best Of Myself〜』ヴァージョン）
- Surf & Tears（『Surf & Tears』ヴァージョン）

## カバー
- 松本伊代（1984年、アルバム『Sugar Rain』に収録）
- シャーリー・クワン（1989年、「再會」というタイトルで広東語でカヴァー。アルバム『冬戀』に収録）
- アニタ・ムイ（1991年、「幾多」というタイトルで広東語でカヴァー。アルバム『慾望野獸街』に収録）
- リタ・クーリッジ（1995年、「This time」というタイトルで英語でカヴァー。『Behind The Memories』に収録）
- 岩崎良美（アルバム『色彩の主人公』、ライブ盤『LIVE〜女の子だけのコンサート〜』に収録）
- グッチ裕三 （アルバム『ハッチポッチステーション The BEST』に収録）
- 後藤真希（アルバム『後藤真希プレミアムベスト①』に2005Versionとして収録）
- 河村隆一（アルバム『evergreen 〜あなたの忘れ物〜』に収録）
- 如月千早（今井麻美）（シングル『Gratitude 〜グラッティテュード・感謝〜』収録曲）
- 沢田知可子（アルバム『歌姫ものがたり』に収録）
- つるの剛士（アルバム『つるのうた』に収録）
- 徳永英明（アルバム『VOCALIST』に収録）
- 中澤裕子・メロン記念日（アルバム『FOLK SONGS 2』に収録）
- 茉奈 佳奈（アルバム『ふたりうた3』に収録）
- 稲垣潤一 duet with ヘイリー（アルバム『男と女3』に収録）
- ハナレグミ with 東京スカパラダイスオーケストラ （アルバム『だれそかれそ』に収録）[1]
- 城南海 （アルバム『ミナミカゼ』収録）
- JY(知英) （シングル『最後のサヨナラ』に収録）
- 上白石萌音（アルバム『あの歌-1-』に収録）
- スターダストレビュー（アカペラ・アルバム『ALWAYS』に収録）[2]
- 上野優華（シングル『好きになってもいいですか？』に収録）[3]
- 奥井雅美（2023年、配信カバーアルバム『マサミコブシ～歌謡曲編』に収録）
- 明美（高橋李依）（2024年、アルバム『TVアニメ「スナックバス江」Cover Song Collection』に収録。テレビアニメ『スナックバス江』第1話ED曲）